# Зарань
Не путать с Зарни Ань
За́рань — литературный персонаж коми-сказки Л. С. Грибовой «Пера да Зарань» и поэмы В. И. Лыткина «Пера багатыр», дочь Шонды (Солнца) и персонификация зари. До недавнего времени считалась героиней мифологии коми, но эта точка зрения была опровергнута исследователями коми фольклора в 2020 году.

## Сюжет в сказках
Впервые Зарань упоминается в поэме В. И. Лыткина «Пера багатыр» 1966 года, как сестра богатыря Перы. Там она предстаёт в образе обычной девушки. В описании автор предупреждает:
Поэма написана по народному преданию <…> взято из сюжета только самое главное.
В 1989 году В. В. Климов в коми-пермяцком сборнике «Шонді да тӧлісь» («Солнце и месяц») публикует записанную им легенду «Пера да Зарань» — новый сюжет легенды о богатыре Пера, без упоминания опрашиваемого. Первая же запись об этом богатыре была сделана ещё в 1771 году академиком И. И. Лепёхиным. В сюжете от Климова Пера не обычный человек — его родила Парма (тайга). До этого он считался либо обычным человеком, либо, по одной версии, сыном медведя. Женой его стала Зарань — «Шонділӧн ныв» («Дочь Солнца»). У них восемь сыновей и восемь дочерей, от которых и пошли зыряне и пермяки. В конце мифологического сюжета Солнце заставило вернуться Зарань на небо. Эту легенду этнографы всё чаще стали публиковать в различных сборниках: «Мифы финно-угров» В. Я. Петрухина 1999 года, «Му пуксьӧм» П. Ф. Лимерова 2005 года, — благодаря которым она получила большую известность.
Олег Уляшев считает, что имя Зарань образовалось от названия идола Золотой бабы на языке коми — «Зарни ань», хотя есть мнения и об образовании его от русского слова «заря».

## Разоблачение фальсификации
5 марта 2020 года на телеканале «Юрган» вышел выпуск передачи «Бива», в котором обсуждали реальность веры в Зарни Ань, в том числе затрагивая и Зарань. Среди гостей передачи были фольклористы Павел Лимеров, опубликовавший легенду Климова в одной из своих книг, и Олег Уляшев, один из первых, кто в 1989 году упомянул о новой Зарань в статье «„Чугра“ романын фольклор» («Фольклор в романе „Чугра“») литературного журнала «Войвыв кодзув». Лимеров заявляет:
«Текст когда-то составила Любовь Степановна Грибова. Записал его Василий Васильевич Климов и опубликовал его в своей книге. <…> Аркадий Мошев мне тогда сказал точно: „Только ты никому не рассказывай, но его сочинила сама Любовь Степановна Грибова“».
В 2019 году вышло исследование С. Ю. Королевой, согласно которому прототипом Перы мог быть Перша Сидоров — один из трёх первых известных жителей деревни Верх-Лупья (современный Гайнский район), упомянутый в писцовой книге Перми Великой 1579 года.

## Сравнение с народными сказками
В коми сказках тоже есть дочь Солнца — Шонді ныв. Она тоже приходит из иного мира, но приплывает на корабле по воде. Сюжет также завязан на сватовстве дочери Солнца и земного человека, но Шонді ныв заставили силой выйти за царя, за что та его и убила. Вышла она за Ивана, который выполнял царские приказы — украл её и притащил под венец к царю. Но Шонді ныв никак не взаимодействует с Солнцем, и оно также никак не реагирует на действия своей дочери. Известно, что Зарань сдерживает Солнце, чтобы то не сожгло землю и людей — это напоминает сюжет сказки, где Шонді мам (Солнце мать) прячет главного героя под пол своего дома, чтобы Солнце его не сожгло, но тем не менее, Солнце обжигает других людей.
Сказка Грибовой повествует о первом добытом людьми огне — Пера с сыновьями запускает стрелы в Солнце, и от того откалывается кусок — огонь. У коми есть легенды-сказки о добыче огня, но ищут его лишь у лесных духов — Вӧрса, Яг морт, Кам.
Есть основания предполагать, что настоящий Пера был холост, ведь в других легендах жена его не упоминается. Исключением из этого правила выступает мифологема о жене Вӧрсы (Лешего), с которой Пера, после убийства её мужа, стал жить как с женой.